# 富金 (下奧地利州)
富金（德語：Fugging，德語發音：[ˈfʊɡɪŋ]）為奧地利的村落，位處下奧地利州圣珀尔滕兰县奥布里茨贝格-鲁斯特，改名前稱「Fucking」。

## 村名來歷
富金的前稱「Fucking」首次於當地修道院教區在1195年的文獻記錄中所記載。1836年，因不明原因改名為「Fugging」。儘管改名原因不明，惟據當地村長推測，由於該地相較其他以Fucking為名的地區更接近維也納，因此操英語的遊客更有可能到此參訪，然而「Fucking」在英語中意指性交，為一種粗俗語。當地的地名牌已牢固安裝，以防遭竊。

## 設施
富金境內設有一座教堂，1894年創設，1896年獻堂。該教堂的屋頂經歷多次的冰雹襲擊而受損，因此在1984年進行翻修，富金境內亦設有志愿消防局。